# 刘登岗
刘登岗（1949年—），汉族，中华人民共和国政治人物、第十一届全国政协委员。
担任天津金耀生物科技有限公司总经理。2008年，当选第十一届全国政协委员，代表医药卫生界，分入第四十六组。